# Blasius Merrem
Blasius Merrem (4 de febrer del 1761 – 23 de febrer del 1824) fou un naturalista alemany.
Merrem nasqué a Bremen i estudià a la Universitat de Göttingen com a alumne de Johann Friedrich Blumenbach. S'interessà per la zoologia, especialment l'ornitologia. Se'l recorda principalment per ser el primer ornitòleg que suggerí dividir els ocells en Ratitae (ratites o ocells corredores, amb l'estèrnum pla) i Carinatae (carinats, o ocells amb un estèrnum amb quilla), una divisió que formà part de la seva classificació dels ocells a Tentamen Systematis Naturalis Avium, publicat a Berlín el 1816 (a Abhandlugen Akad. Wiss. Berlin 1812–1813: Phys. Kl.).